# 유럽 고속도로 14호선
유럽 고속도로 14호선(European route E14)은 노르웨이 트론헤임에서 스웨덴 순스발까지 이르는 총 연장 449km의 거리인 국제 E로드 네트워크 노선망이기도 하다. 그러나 해당 도로는 트론헤임을 시작으로 하여, 스토를리엔, 외스테르순드를 거쳐 순스발까지 따라간다. 트론헤임의 동쪽에는 3,928m의 거리를 이루는 터널인 헬 터널이 중간에 통과한다.